# Bugue Athletic Club
Ne doit pas être confondu avec le Rugby Club buguois, club créé en 2013.
Le Bugue Athletic Club est un club de rugby à XV situé au Bugue.
Le club disparaît après la saison 2012-2013.

## Histoire
Le Bugue Athletic Club a été fondé en 1902. Il a évolué dans le Championnat de France de 1re division fédérale, depuis la saison 2008-2009, après avoir remporté le Championnat de France de 3e division fédérale en 2006-2007 et avoir atteint les quarts de finale du Championnat de France de 2e division fédérale en 2007-2008.
La Fédérale 1 est le plus haut niveau jamais atteint par le club dans son histoire. La saison 2008-2009 a été marquée par le maintien de l'équipe après avoir échoué à la qualification au trophée Jean-Prat pour 3 points. Finalement le BAC a atteint les quartsde finale du championnat de France de Fédérale 1.
La saison suivante se termine également sur un quart de finale du championnat de France de Fédérale 1. Mais le club est relégué administrativement en Fédérale 2 pour des raisons financières par la Direction nationale d'aide et de contrôle de gestion. La fuite de la quasi-totalité des joueurs à la suite de cette rétrogradation oblige le club à mettre temporairement son équipe première en sommeil. Elle repartira en septembre 2011 en Fédérale 3.[réf. nécessaire]
À l'issue de la saison 2012-2013, le club du Bugue athlétique club disparait. Afin de pérenniser la pratique du rugby au Bugue, un nouveau club est créé : le Rugby Club buguois,. La création est officiellement reconnue par la Fédération française de rugby en tant que nouveau club lors du comité directeur du 4 octobre 2013.

## Palmarès
- 1927 : accède au championnat de France
- 1927-1928 : champion du Périgord Agenais (PA).
- 1951-1952 : champion du PA.
- 1954-1955 : champion du PA.
- 1956-1957 : champion du PA.
- 1961-1962 : champion du PA.
- 1964-1965 : vice-champion de France Honneur
- 1984-1985 : champion du PA.
- 1993-1994 : champion du PA (bat Penne en finale).
- 1995-1996 : champion du PA (bat Vergt en finale).
- 2005-2006 : 1/2 finaliste du championnat de France d'Honneur, Bouclier Challenge des 3 tours, Champion du PA (1re et Réserve).
- 2006-2007 : champion de France de Fédérale 3.
- 2008 : accède à la Fédérale 1.
- 2009-2010 : coupe de l'Espérance (bat Saint Médard rugby club 36-16 en finale)